# Christopher Cradock
Pour les articles homonymes, voir Cradock (homonymie).
Christopher George Francis Maurice Cradock (2 juillet 1862 – 1er novembre 1914) est un amiral britannique.

## Biographie
Il entra dans la Royal Navy en 1875 et y servit brillamment, en Chine et en Méditerranée. Il fut promu contre-amiral en 1910 et reçut la croix de chevalier commandeur de l'Ordre royal de Victoria (Royal Victorian Order), en 1912.
En 1913, on lui confia le commandement des établissements des Indes occidentales et de l'Amérique du Nord.

### Pendant la Première Guerre mondiale
À l'ouverture des hostilités avec l'Allemagne, il prit la tête de la 4e escadre de croiseurs de la Royal Navy et partit à la chasse des croiseurs allemands situé dans sa zone, le Dresden et le Karlsruhe. Au cours de cette poursuite, il en vient à passer le cap Horn et se retrouve sur les côtes du Chili, où l'amirauté britannique sait que se trouve l'Escadre d'Extrême-Orient de Maximilian von Spee qui arrive du Pacifique occidental.
Il reçoit l'ordre de temporiser en attendant des renforts, car sa flotte est en grande partie constituée de vieux navires avec des équipages rappelés, alors que celle de Spee est extrêmement moderne et les équipages font partie de la fine fleur de la marine allemande. Cependant en mer, le 31 octobre, il intercepte une communication radio ennemie, lui laissant penser qu'il va pouvoir piéger le croiseur léger Leipzig seul, c'est ainsi qu'il tombe sur l'escadre allemande.
Au lieu de rompre le combat, comme ses ordres le lui suggèrent, il décide de tenter sa chance, vraisemblablement à la suite de la mise en accusation récente de l'amiral Ernest Troubridge, qui avait laissé passer le croiseur de bataille SMS Goeben supérieur à ses forces sans l'engager.
Le combat fut très inégal et rapide, Maximilian von Spee faisant de plus preuve d'un sens tactique très avisé. La flotte britannique perdit ses deux plus gros croiseurs avec tout leur équipage, en moins de deux heures de temps. Le contre-amiral Cradock trouva la mort dans la destruction de son navire amiral le HMS Good Hope.

## Distinctions
- Chevalier commandeur de l'Ordre royal de Victoria (KCVO - 1912)[2]
- Compagnon de l'Ordre du Bain (CB)